# Handroanthus riodocensis
Handroanthus riodocensis é uma espécie de árvore do gênero Handroanthus.